# جون هال كامبل
جون هال كامبل هو محامي وسياسي أمريكي، ولد في 10 أكتوبر 1800 في يورك في الولايات المتحدة، وتوفي في 19 يناير 1868. نشط حزبياً في حزب لا أدري. وقد انتخب عضو مجلس نواب بنسيلفانيا ‏ وانتخب عضو مجلس النواب الأمريكي ‏.